# Llista de capítols de Sakura, la caçadora de cartes
|  | Aquest article tracta sobre els volums del manga. Vegeu-ne altres significats a «Llista d'episodis de Sakura, la caçadora de cartes». |

Això és una llista dels volums i capítols del manga de la sèrie Sakura, la caçadora de cartes, sèrie de manga creada per les Clamp.
Sakura, la caçadora de cartes va començar com una sèrie de manga escrita i il·lustrada pel grup d'artistes de manga Clamp. Va ser serialitzat a la revista mensual de manga shōjo (adreçada a noies) Nakayoshi des del número de maig de 1996 fins a juny del 2000. Els capítols individuals van ser recopilats i publicats en 12 volums tankōbon per Kodansha des del novembre de 1996 fins al juliol de 2000.
El manga va ser publicat en català primerament per la difunta editorial Glénat/EDT, recopilat en 12 volums de l'1 de novembre de 2007 al 30 d'octubre de 2009. El 7 de desembre de 2023 Norma Editorial va començar a publicar-ne una nova edició especial recopilada en 9 volums amb el títol de Cardcaptor Sakura.

## Argument
La història té com a protagonista a la petita Sakura, una nena molt espavilada que lluitarà contra les forces del mal per recuperar les cartes perdudes de Clow.

## Publicació

### Edició Glénat
| Conté els capítols: 1-5 |

| Conté els capítols: 6-10 |

| Conté els capítols: 11-14 |

| Conté els capítols: 15-18 |

| Conté els capítols: 19-22 |

| Conté els capítols: 23-26 |

| Conté els capítols: 27-30 |

| Conté els capítols: 31-34 |

| Conté els capítols: 35-38 |

| Conté els capítols: 39-42 |

| Conté els capítols: 43-45 |

| Conté els capítols: 46-50 |

### Edició Norma Editorial
| Núm. | Data de publicació en català | ISBN català       |
| --- | ---------------------------- | ----------------- |
| 1 | 7 de desembre de 2023        | 978-84-194-1263-8 |
| La Sakura Kinomoto és una alumna de primària aparentment normal. Un dia, després d’obrir un llibre màgic, es converteix en la caçadora de cartes, l’única capaç de capturar i dominar les cartes de Clow. Per completar la seva missió comptarà amb l’ajuda d’en Kero, el guardià de les cartes, així com de la seva amiga Tomoyo, que li prepara els modelets més extremats i grava les seves gestes en vídeo.       |                              |                   |
| 2 | 3 de maig de 2024            | 978-84-679-6607-7 |
| Kerberos, el guardià de les cartes de Clow, li encomana a la Sakura la tasca de tornar-les a reunir. Si ja de per si era una tasca complicada, l’arribada d’en Syaoran Li la dificultarà encara més! |                              |                   |
| 3 | 2 d'agost de 2024            | 978-84-679-6608-4 |
| La Sakura continua portant una vida força normal amb la família i els amics tot i la seva situació de caçadora de cartes, però l’arribada d’una nova professora, una vella amiga d’en Tôya i que és a més posseïdora d’un considerable poder màgic, complica encara més la seva vida. Aquesta persona sap molt més del que sembla i té coneixements profunds de les cartes de Clow, qui és en realitat Kaho Mizuki?!  |                              |                   |
| 4 | 8 de novembre de 2024        | 978-84-679-6609-1 |
| Les últimes cartes de Clow s'han manifestat i comencen a crear tota mena de problemes per la Sakura! Justament, decideixen sembrar el caos enmig de l’obra de teatre del col·legi, una versió del conte clàssic de La bella dorment. Encara que compta amb un petit canvi, la Sakura encarna al príncep i la princesa és… el mateix Syaoran! Què faran tots dos quan les cartes no els deixin continuar amb el conte? |                              |                   |
| 5 | 9 de maig de 2025            | 978-84-679-6610-7 |
| La Sakura ha aconseguit finalment reunir totes les “Cartes de Clow”; tot i així, li espera un perill encara més gran: ha arribat l’hora del Judici Final! Podrà la Sakura estar a l‘altura d’aquesta àrdua tasca davant d’en Yue, el segon protector de les cartes? Mentrestant, un nou estudiant apareix a Tomoeda i tenen lloc una sèrie de successos la mar d’estranys...                                          |                              |                   |